# アリストブロス2世

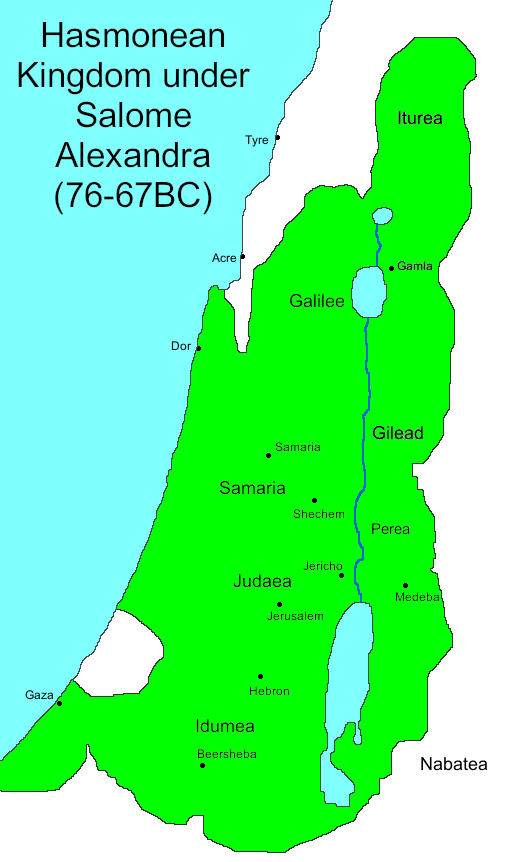
アリストブロス2世統治下のハスモン朝

アリストブロス2世（Aristobulus II, ? - 紀元前49年）は、古代イスラエルを統治したハスモン朝の王・大祭司（在位：紀元前66年 - 紀元前63年）。アレクサンドロス・ヤンナイオスとサロメ・アレクサンドラの子でヨハネ・ヒルカノス2世の弟。 気弱で意思薄弱な兄とは反対に、野心家で大胆であった。

## 生涯
母サロメの治世中、ファリサイ派が実権を掌握すると、アリストブロスは反ファリサイ派を擁護し、彼らにヒュルカニア、アレクサンドレイオン、マカイロスの守備を任せることに成功した。母が重体に陥ると、権力奪取のためアガバ要塞へ脱出し、挙兵した。母の死後、兄のヨハネ・ヒルカノス2世が王位に即位したが、アリストブロスはエリコ近くの戦いで兄を撃破し、紀元前66年にヒルカノス2世は捕虜としていたアリストブロスの妻子の助命と引き換えに退位、アリストブロス2世が代わって大祭司・王となった。
ヒルカノス2世は隠遁生活と財産保障で満足したが、その部下でイドマヤ人アンティパトロスはアリストブロス2世に対抗するようヒルカノス2世に勧め、ナバテア人のアレタス3世に援助を求めたため、アリストブロス2世とヒルカノス2世の内戦が再発した。紀元前63年、ローマの将軍グナエウス・ポンペイウスはセレウコス朝シリアを征服した後、ユダヤ制圧も目論んだ。アリストブロス2世、ヒルカノス2世はともにポンペイウスの調停を求めたが、アリストブロス2世がポンペイウスを侮る姿勢を取ったことでポンペイウスはヒルカノス2世を援助し、アリストブロス2世は貢納金を納めることを約束しながら支払わなかったためにポンペイウスに拘禁された。
ポンペイウス率いるローマ軍は、ヒルカノス2世派の手引きもあり、3か月の攻囲の末にエルサレムを占領した（エルサレム攻囲戦）。陥落時、ユダヤ人同士の殺戮が行われた。この際、ポンペイウスは侵入が禁止された神殿の聖所に立ち入ったという。アリストブロス2世は息子達と共に捕虜となり、捕囚生活を送った。
紀元前57年、アリストブロス2世は脱獄して支持者を集め、アレクサンドレイオン、続いてマカイロス要塞に立てこもったが、反乱はローマに鎮圧され、アリストブロス2世はアウルス・ガビニウスによりローマへ送還・幽閉された。紀元前49年、ガイウス・ユリウス・カエサルは彼を解放してポンペイウスに対抗させるべくユダヤへ送り返したが、旅の途中でポンペイウス派に毒殺された。息子アレクサンドロスもアンティオキアでポンペイウス派のスキピオに殺害された。
アリストブロスの別の息子アンティゴノスは後にパルティアの援助で王位を奪取したが、ヒルカノス2世の下で権力を握ったアンティパトロスの息子ヘロデに敗れて処刑され、ハスモン朝は断絶、ヘロデがユダヤ王に即位してヘロデ朝が成立した。
孫でアレクサンドロスの娘マリアムネ1世はヘロデ大王の妻となるが、マリアムネもヘロデ大王との間にもうけた王子二人ものちにヘロデ大王によって処刑される。